# Spółdzielczość

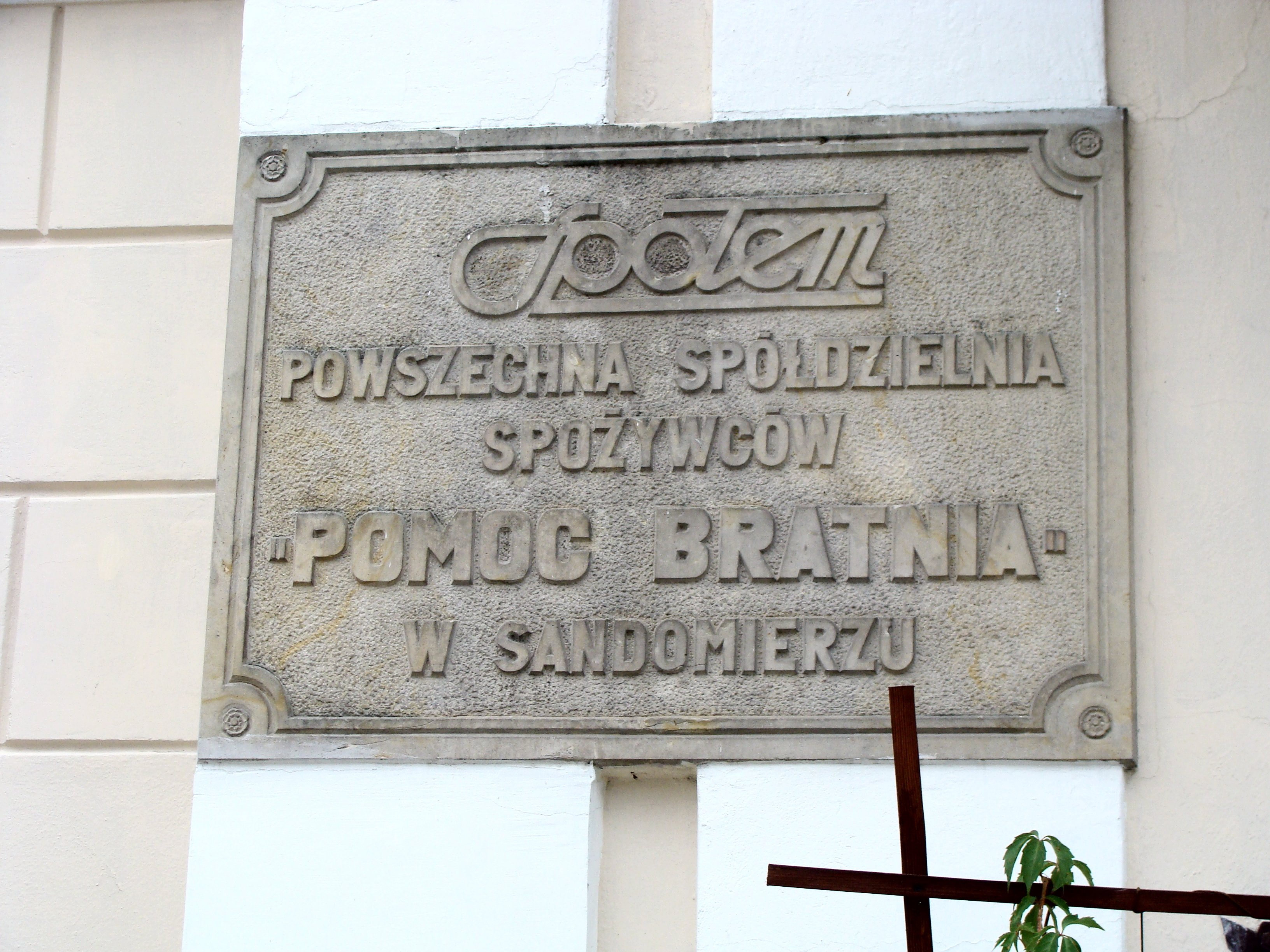
Spółdzielnia

Spółdzielczość – forma ruchu społeczno-gospodarczego i metoda gospodarowania, obejmująca instytucje spółdzielcze oraz ich oddziaływanie na społeczeństwo.

## Historia
Pierwsze spółdzielnie zaczęto tworzyć w połowie XIX w. Kolebką ruchu spółdzielczego była Anglia, gdzie w 1844 r. w Rochdale powstała spółdzielnia spożywców, która stanowiła wzorzec dla ruchu spółdzielczego.
W Europie Środkowej w drugiej połowie XIX w. rozwinęły się przede wszystkim spółdzielnie kredytowe w oparciu o koncepcje Friedricha Wilhelma Raiffeisena (m.in. kasy Stefczyka).